# Climatisation à l'eau naturellement froide
Ne doit pas être confondu avec Standards Western Automatic Computer.
 (novembre 2016).

Schéma d'un système à boucle ouverte. (1) Utilisateur. (2) Pompe. (3) Échangeur. (4) Pompe. (5) Tuyau d'eau de mer. (6) Circuit d'eau douce. (7) Émissaire.

Schéma d'un système à boucle fermée. (1) Utilisateur. (2) Pompe. (3) Retour eau douce tiède. (4) Arrivée eau douce froide. (5) Échangeur.

La CENF, Climatisation à l'Eau Naturellement Froide, (en anglais Sea-water air conditioning SWAC ou encore DWSC, Deep water source cooling) est une forme de climatisation de l'air qui utilise une source renouvelable d'eau froide située à proximité.
Cette source d’eau froide peut provenir :
- Du fond des océans : le mouvement convectif les fonds océaniques entretient une couche froide située à 800 à 1 000 m de profondeur (exemple : Hôtel Intercontinental Bora-Bora)
- Du fond des lacs en région tempérée : l’eau froide étant plus dense que l’eau chaude se stocke naturellement au fond des lacs (40 à 50 m de profondeur) (exemple : Deep Lake Water Cooling System)
- De courants froids de surface (exemple : climatisation du centre-ville de Stockholm)

## Avantages
La climatisation à eau profonde a plusieurs avantages:
- C'est une méthode de climatisation utilisant une énergie renouvelable et de faible coût pour les bâtiments résidentiels et commerciaux en zones côtières. La climatisation à l'eau profonde utilise seulement entre 1/10e et 1/5e de l'énergie nécessaire a un système habituel, c'est-à-dire utilisant une pompe à chaleur[1].
- Les systèmes CENF n'utilisent aucun gaz réducteur de la couche d'ozone. C'est un point important pour des installations de taille conséquentes, même s'il existe d'autres solutions écologiques.
- Les systèmes CENF génèrent de l’emploi local. En effet, leur mise en place nécessite des ouvriers et des plongeurs. Le prix du système est donc majoritairement réinjecté dans l’économie locale au lieu d’être exporté vers les pays exportateurs d’énergie (pétrole, uranium, charbon etc.)

## Inconvénients
Plusieurs inconvénients notables :
- Les systèmes CENF nécessitent la présence proche d'une (relativement) grande quantité d'eau profonde ;
- L'installation d'un système CENF est onéreuse et requiert beaucoup de main d'œuvre ;
- Le système nécessite beaucoup d'éléments pour sa construction et sa mise en eau. Les conduites par exemple peuvent mesurer plusieurs centaines de mètres pour les grandes installations.

## Techniques
Deux techniques possibles utilisent le même phénomène naturel : l’eau froide étant plus dense que l’eau chaude, elle se masse en profondeur tandis que seules les couches de surface sont réchauffées par le soleil. Dans toute la ceinture tropicale, à 1 000 m de profondeur, les océans ont une température comprise entre 4 et 5.5 °C.

### Le système classique: la boucle ouverte
Dans un système SWAC traditionnel, une pompe en surface aspire de l’eau profonde via un tube de plusieurs kilomètres. Cette eau passe ensuite dans un échangeur thermique pour transférer son froid vers un circuit d’eau douce (circuit secondaire). Durant cette étape, l’eau pompée se réchauffe de quelques degrés avant d’être rejetée dans le milieu naturel, à une profondeur correspondant à sa température. 
Pendant ce temps, l’eau du circuit secondaire est utilisée dans des ventilo-convecteurs qui permettent de transférer son froid vers l’air ambiant. Elle se réchauffe à son tour en refroidissant les lieux à climatiser. Une fois réchauffée, l’eau du circuit secondaire va se refroidir de nouveau au contact de l’eau froide profonde.
Cette technologie est très efficace pour les tubes de plus de 40 cm de diamètre, mais pour les plus petits tubes, un phénomène physique intervient, qui limite la vitesse de circulation, le phénomène de cavitation. Cette limitation est pénalisante à deux titres pour les installations de taille moyenne :
- Le débit de l’eau qui peut être ramenée à la surface est limité, et donc la quantité de froid produite aussi.
- L’eau circulant moins vite, elle reste plus longtemps dans le tube de remontée qui traverse des couches océaniques chaudes. Elle a donc plus de temps pour se réchauffer.

Ce système a notamment été mis en place à l’hôtel Intercontinental de Bora-Bora (Polynésie).

### Le système à boucle fermée
Afin de répondre à la limite en taille inférieure du système SWAC classique, et de permettre aux consommateurs de taille moyenne (de 1 000  à   10 000 m2), un nouveau système a été mis au point. Il s’agit d’une boucle fermée où l’eau est refroidie en profondeur grâce à des échangeurs thermiques en forme de serpentins. L’eau étant pulsée et non aspirée, la problématique de la cavitation n’intervient pas, et l’eau peut donc circuler trois fois plus vite dans les circuits de faible diamètre. Cette technologie a fait l’objet d’un prototype en lac (lac du Bourget en Savoie) par la société Deprofundis

### sources
- (en) Jennifer Sudick, « New seawater cooling plant in the works », Honolulu Star-Bulletin,‎ vol. 13, issue 15 - tuesday, january 15, 2008 (lire en ligne, consulté le 26 avril 2008)
- Long Beach Press-Telegram , April 7, 2005, USING COLD SEAWATER FOR AIR-CONDITIONING
- Pierre-Alain Viquerat (dir.), « Utilisation des réseaux d'eau lacustre profonde pour la climatisation et le chauffage des bâtiments; bilan énergétique et impacts environnementaux: Etude de cas: le projet GLN (Genève-Lac-Nations) à Genève », Archive ouverte UNIGE, Université de Genève,‎ 2012 (lire en ligne)